# Dudley Andrew
Dudley Andrew (né le 27 juillet 1945) est un universitaire américain, professeur de cinéma et de littérature comparée à l'université Yale. Théoricien du cinéma, il est l'un des spécialistes de la pensée d'André Bazin.

## Publications
- (en) J. D. Andrew, The Major Film Theories: An introduction, Oxford University Press, 1976
- (en) J. Dudley Andrew, Concepts in film theory, Oxford University Press, 1984
- Dudley Andrew, André Bazin, Cahiers du cinéma, 1983
- (en) Dudley Andrew (dir.), Opening Bazin : Postwar Film Theory and Its Afterlife, Oxford University Press, 2011
- Dudley Andrew, Une idée du cinéma. De Bazin à nos jours [« What Cinema Is! Bazin's Quest and its Charge »], trad. d’Olivier Mignon, Bruxelles, (SIC), 2014, 208 p.  (ISBN 978-2-930667-08-9)